# D-Tox – Im Auge der Angst
D-Tox – Im Auge der Angst ist ein US-amerikanisch-deutscher Thriller von Jim Gillespie aus dem Jahr 2002. Ron L. Brinkerhoff verfasste das Drehbuch auf Basis des Romans Jitter Joint von Howard Swindle.

## Handlung
Der FBI-Agent Jake Malloy jagt einen Serienmörder, der bereits neun Polizisten getötet hat. Der Gesuchte ermordet einen befreundeten Kollegen und – gerade als Malloy den Mord an dem Polizisten untersucht – die Verlobte des FBI-Agenten. Er ruft Malloy vom Haus des Polizisten aus an, durchbohrt mit einem Bohrer das Guckloch von Malloys Haustür und das Auge der Frau, die er danach tötet. Die Leiche wird aufgehängt.
Malloy wird depressiv und trinkt zu viel Alkohol. Er begibt sich in eine Klinik in Wyoming, in der vorwiegend Ordnungshüter behandelt werden. Der gesuchte Mörder tötet einen Patienten und nimmt seine Identität an, um in die Klinik kommen zu können. Dort gibt es später weitere Mordfälle.
Da ein Schneesturm die Klinik von der Außenwelt abschneidet, kämpft Malloy unter widrigen Bedingungen gegen den Mörder. Malloy findet durch aufwendige Recherchen heraus, dass nur Slater der Mörder sein kann und somit beginnt sein Kampf gegen ihn. Am Ende jedoch kann Malloy sich gegen ihn behaupten und rächt sich an ihm für den Mord an seiner großen Liebe Mary. In der Schlussszene hängt Malloy eine Kette mit einem Ring, welcher für den Heiratsantrag an Mary gedacht war, an den Ast eines Baumes und schließt damit das Geschehen um den Mord ab.

## Produktion und Veröffentlichung
Die Dreharbeiten fanden vom 31. Januar bis zum 5. Mai 1999 in Los Angeles, Toronto und Vancouver statt.
Die Produktion kostete ca. 55 Millionen US-Dollar. Der Film war einer der größten Box-Office-Flops, da er in den USA in ca. 78 Kinosälen nur 79.161 US-Dollar und weltweit lediglich 6.632.383 US-Dollar einspielte.

## Filmfassungen
Der Film existiert in verschiedenen Schnittfassungen. Neben der eigentlichen Kinofassung gibt es einen Producer’s Cut sowie einen Director’s Cut. Letzterer ist eine längere Version des Producer’s Cut und mehr als 25 Minuten länger als die Kinofassung.

## Kritiken
„Nach einem viel versprechenden Anfang, der sich auf die seelischen Nöte des Protagonisten konzentriert, versandet der konfus inszenierte Action-Thriller in belangloser Genre-Routine.“